# Suzy Larkin
Suzy Larkin (* 16. Juni 1992) ist eine ehemalige britische Tennisspielerin.

## Karriere
Larkin begann mit fünf Jahren das Tennisspielen und bevorzugt Sandplätze als Spielbelag. Sie spielt hauptsächlich auf der ITF Women’s World Tennis Tour, wo sie aber keinen Titel gewinnen konnte.
Ihr erstes Profiturnier spielte sie mit knapp 15 Jahren im Februar 2007 in Vale do Lobo, Portugal. Im selben Jahr spielte sie noch drei weitere Turniere, bevor sie neun Jahre pausierte, um die Schule und ihre Ausbildung abzuschließen.
Von Mai bis Juli 2016 spielte sie mehrere Turniere in der Türkei, wo sie dann auch ihr erstes Finale des mit 10.000 US-Dollar dotierten Turniers in Antalya erreichte.
Im Dezember 2017 gewann sie bei den „Wellington Open“ in Neuseeland sowohl den Einzeltitel, wo sie im Finale die neuseeländische Fed-Cup-Spielerin Paige Mary Hourigan mit 6:3 und 6:3 schlug, als auch den Doppeltitel mit ihrer Partnerin Holly Stewart gegen Hourigan und ihre Doppelpartnerin Jo Carswell mit 3:6, 6:2 und [10:7].
Bei den ASB Classic 2018 rutschte sie nach einem Ausfall als Nachrücker ins Qualifikationsfeld und konnte so erstmals bei einem Turnier der WTA Tour antreten. Sie scheiterte aber bereits in der ersten Qualifikationsrunde an der Italienerin Deborah Chiesa mit 6:3, 2:6 und 1:6.
Ihre besten Weltranglistennotierungen erreichte sie im Einzel im Juni 2017 mit Platz 627 und im Doppel im August 2017 mit Platz 659.

## Persönliches
Larkin besuchte die Buckswood School und beendete 2015 ein Mathematikstudium an der Oxford Brookes University. Sie arbeitet seit 2006 auch als Tennistrainerin in diversen Tennisvereinen in Großbritannien.